# Molnár Péter (politikus)
Molnár Péter (Budapest, 1964. július 11. –) politikus, jogász,  országgyűlési képviselő (Fidesz, SZDSZ).

## Életpályája
Szülei pedagógusok. Édesapja Molnár Lajos. édesanyja Gömöry Éva. 1982-ben érettségizett az I. László Gimnáziumban.  Egyetemista korától részt vett a Bibó István Szakkollégium munkájában. 1987-ben szerzett jogi diplomát az ELTE Állam- és Jogtudományi Karán. A Fidesz alapító tagja. Főleg kulturális szervezéssel foglalkozott, az ő nevéhez fűződött a Fidesz Akadémia és a Tudatalatti Klub.
1988-ban a Szabad kezdeményezések Hálózatának és a Tudományos Dolgozók Szakszervezetének tagja lett.
1988 októberétől 1990 júniusig a Fidesz Országos Választmányának tagja lett. 
1989-1990-ben a Soros Alapítvány által támogatott Közép-Európai Kutatócsoport tagjaként figyelme a filmművészet felé irányult. 1989-től a sajtó működéséről és szabályozásáról és a kultúra támogatásáról szóló nyugati tanulmányutakra (Egyesült Államok, Nagy-Britannia, Norvégia) ment. 
1990-ben a Fidesz tagjaként szerzett  országgyűlési képviselői mandátumot az országgyűlési listáról.  A FIDESZ alelnöke volt 1993 áprilisától 1993. november 15-ig, a Fideszből való kilépéséig.
1990-ben megszervezte a Narancs Alapítványt (ez a Fidesz kulturális alapítványa). 
1993-ban a Fidesz konzervatív fordulata miatt Fodor Gáborral és Ungár Klárával együtt kilépett a pártból és lemondott országgyűlési képviselői mandátumáról. Egyúttal a Narancs Alapítvány kuratóriumában betöltött tagságáról is lemondott.
Az 1994. évi országgyűlési választásokon az SZDSZ képviselőjelöltjeként a második helyen végzett Budapest 25. választókerületében, a XVII. kerületben, Hoffmann Attila (MSZP) mögött. Képviselői mandátumot az országos lista 30. helyéről szerzett.
1994-től az SZDSZ parlamenti frakciója kulturális és sajtóbizottságának vezetője, az országgyűlés kulturális és sajtó állandó bizottságának, ezen belül az ellenőrzési albizottságnak a tagja. Résztvett a rádiózásról és televíziózásról szóló törvény  megalkotásának érdekében létrejött albizottság, a törvény megszületése után a végrehajtást ellenőrző albizottság tagja.
1994 első félévében a Janus Pannonius Tudományegyetem BTK kommunikációs szakán vendégtanárként médiajogot tanított. 1994 őszétől az ELTE BTK média szakán a véleményszabadságra, ezenkívül a nyomtatott és elektronikus média működésére vonatkozó jogi szabályozást oktatja.   
Rendszeresen publikált a Népszabadságban, cikkei jelentek meg a Heti Világgazdaságban.

## Művei
- Terestyéni Tamás (szerk.): Közszolgálatiság a médiában – Ábránd vagy realitás? (társszerzőként). Budapest: Osiris Kiadó és MTA – ELTE Kommunikációelméleti Kutatócsoport. 1995